# 포항제철서초등학교
포항제철서초등학교(浦項製鐵西初等學校)는 경상북도 포항시 남구 효자동에 있던 사립 초등학교이다.

## 학교 연혁
- 1986.11.17 포항제철서국민학교 설립인가
- 1986.12.26 초대 이기적 교장 취임
- 1987.03.05 개교
- 1987.10.17 체조부 창단
- 1988.02.18 제1회 졸업식(182명)
- 1990.09.17 ‘깨끗한 생활’‘바른가정 교육’ 출판
- 1991.03.01 제2대 이강희 교장 취임
- 1993.05.13 교육부 환경교육 시범학교 운영 보고
- 1994.03.01 제3대 김진원 교장 취임
- 1996.03.01 포항제철서초등학교로 교명 변경
- 2000.12.12 학교체육교육 최우수상 수상(교육부장관)
- 2001.09.01 제4대 김칠룡 교장 취임
- 2002.11.18 제2회 전국아동음악경연대회 합주 1위(서울교육대학교총장)
- 2003.12.20 독서교육 최우수 학교 선정(경북교육청)
- 2004.02.18 제18회 졸업식(229명)
- 2004.11.16 포항교육청 지정 영어교육시범학교 운영보고회
- 2005.03.01 제5대 김영종 교장 취임
- 2005.04.30 아버지를 위한 수업공개발표회
- 2005.05.28 영암 바다환경교실 개회
- 2005.06.15 도농교류학습 (인제상남초등학교)
- 2005.07.04 영호남 교류활동을 위한 인월초등(남원) 본교 방문
- 2005.09.10 일본 교사단 본교 방문 및 정보교류회
- 2005.12.22 100대 우수 교육과정 선정 (교육인적자원부)
- 2006.01.31 공공질서 지키기 실천사례집 발간
- 2006.01.31 과학실 현대화 사업계획에 의한 제2과학실 신설 공사 완료
- 2007.02.15 20회 졸업식(219명) 계4798명
- 2007.04.04 국제수학경시대회 2년 연속 대상 수상
- 2007.04.10 학교 숲 시범학교 나무 심기 오프닝
- 2007.10.09 제1과학실 리모델링 개관
- 2008.02.15 21회 졸업식(248명) 계5046명
- 2008.03.01 제6대 김칠룡 교장 부임
- 2008.03.23 일본 와코쯔르가와 소학교 자매학교 학생 교사 방문
- 2008.03.29 국제수학경시 ‘대상’ 백찬우(3)-자카르타
- 2008.11.19 저출산 관련 차량주차안내판 배부
- 2008.11.27 영어교육 강화 워크숍
- 2009.02.10 22회 졸업식(192명) 계5,238명, 종업식
- 2009.03.22 일본 와코쯔르가와 소학교 자매학교 학생, 교사 방문
- 2009.05.14 ‘노벨꿈나무가 자라는 학교’ 책 발간 전국 배포
- 2009.09.01 제7대 이화영 교장 취임
- 2009.11.20 eduTop 공모전 우수학교상-포상금 500만원
- 2010.02.25 전국 100대 영어 리더학교 선정
- 2010.11.01 우리가 만든 포철서초 10대 생활규정 선포식
- 2010.12.17 2010한국영재올림피아드 우수영재학교상
- 2011.02.08 제24회 졸업식(144명 졸업) 총5,596명 졸업
- 2011.12.12 2011학년도 학교평가 우수학교 선정(경북교육청)
- 2011.12.15 대한민국 평생교육대상 특별상 수상(교육과학기술부)
- 2011.12.31 전국 100대 교육과정 최우수학교 선정(교육과학기술부)
- 2012.02.08 제25회 졸업식(159명 졸업) 총 5755명 졸업
- 2012.03.01 제8대 오성균 교장 취임
- 2012.05.05 제21회 원자력공모전 “단체상”
- 2012.05.21 2012 대한민국 좋은학교 박람회 참가(경주 교육문화회관)
- 2012.05.30 제41회 전국소년체전‘금메달’
- 2012.09.01 제9대 석선애 교장 취임
- 2012.09.21 제27회 포스코교육재단 이사장배 전국 초중학교 체조대회‘단체우승(남.여)’
- 2012.11.30 2012 대한민국 좋은학교 박람회 표창
- 2012.12.11 A클린 우수학교 선발대회 초등부 우수학교 선정
- 2012.12.27 제5회 경북 eduTop 공모전 “장려”
- 2012.12.31 2012 학교평가 “최우수”
- 2013.02.13 제26회 졸업식 (160명 졸업) 총 5,915명 졸업
- 2013.02.27 급식실(도담도담터)개소
- 2013.03.12 미래형 수학교실 운영 시범학교 선정(2013 ~ 2015)
- 2013.05.27 제42회 전국소년체육대회 (금메달 3, 개인종합 은1, 동1)
- 2013.09.11 제27회 포스코교육재단 이사장배 전국초중학교 체조대회 남자부(1위), 여자부(1위)
- 2013.10.15 미래형 수학교실 개관
- 2013.10.26 제37회 전국초등학생 독서감상문 및 작문 대모집(단체상)
- 2013.11.14 제37회 전국초등학생 독서감상문 및 작문 대모집(단체상)
- 2013.12.27 2013년 체험학습 우수학교 선정(포항시청)
- 2013.12.30 2013 포항시 체험학습 우수학교 선정 글짓기 단체상
- 2013.12.31 학교도평가 ‘우수’
- 2014.01.06 중국 국제청소년 수학경시대회(대상)
- 2014.01.29 2013년 경북 명품교육 인증(독서교육 프로그램)
- 2014.02.18 제27회 졸업식(57명 졸업) 총 5,972명
- 2014.03.02 2014년3월의'소년한국일보글쓰기상' "으뜸글(1위)(어린이시 부문)"
- 2014.04.12 2014아시아태평양수학올림피아드 "Gold Award"
- 2014.05.24 제19회대한민국학생영어말하기대회 "최고상"
- 2014.05.28 2014 국제효만화공모전 "효우수지도학교 선정"
- 2014.05.30 제21회경상북도학생정보올림피아드대회경시부문 "금상"
- 2014.05.31 2014국제효만화공모전 "교육감상(만화부문)"
- 2014.06.10 2014년상반기HME전국해법수학학력평가 "대상(만점)"
- 2014.07.25 2014년도제30회교보생명컵꿈나무체조대회 "마루, 안마, 철봉 1위"
- 2014.07.25 IMC국제수학경시대회 "단체2위(second runner up team)"
- 2014.08.29 2014년 전국 청소년 세금문예작품 및 UCC공모전 "감사패"
- 2014.09.02 2014년9월의‘소년한국일보글쓰기상' "으뜸글(1위)(어린이시 부문)"
- 2014.09.15 2014년지구촌나눔가족,희망편지쓰기대회 "포항교육청 교육장상"
- 2014.09.16 제23회전국초중영어수학학력평가 "금상(영어초등3부문)"
- 2014.09.23 제42회화랑문화제초등부포항지역대회 "금(독주2, 중창1)"
- 2014.10.04 제1회 포항운하축제 이색창작배 경연 퍼레이드 부문 "창작상(2위)"
- 2014.10.18 제14회 산림청과 산림조합중앙회 학생글쓰기부문 "대상 전국1위"
- 2014.10.25 제8회수리과학창의대회 "초등2부 대상"
- 2014.10.25 한국과학창의력대회 "금상"
- 2014.11.10 한국 119소년단 소방안전교육 "표창패"
- 2014.12.05 제42회화랑문화제음악중창 경상북도대회 "금상"
- 2014.12.15 2014년 포항시 체험학습 평가 "우수"
- 2014.12.17 2014초등학교대항 독서골든벨 대회 "동상"
- 2014.12.29 제4회 현장 맞춤형 장학 공모전 “교육감상”
- 2014.12.30 2014년 체험학습 우수학교 선정(포항시청)
- 2015.02.13 제28회 졸업식(70명 졸업) 6042명
- 2017.03.01 폐교 및 포항제철동초등학교(現 포항제철초등학교)와 통합[1], 30년만에 폐업

## 같이 보기
- 포항제철고등학교
- 포항제철공업고등학교
- 포항제철중학교
- 포항제철동초등학교

## 참고 자료
- 포항제철서초등학교 - 한국교육학술정보원 학교알리미